# Kameli Soejima
Kameli Raravou Soejima (1 de junho de 1983) é um jogador de rugby sevens japonês. Soejima é nascido em Fiji.

## Carreira
Kameli Raravou Soejima integrou o elenco da Seleção Japonesa de Rugbi de Sevens, na Rio 2016, que foi 4º colocada.